# Edmond Abelé
Edmond-Marie-Henri Abelé (ur. 4 marca 1925 r. w Châlons-sur-Marne, zm. 27 września 2017)  – francuski duchowny katolicki. Święcenia kapłańskie przyjął 21 października 1951 roku. 27 czerwca 1972 nominowany przez Pawła VI na ordynariusza ówczesnej diecezji Monako, przyjął sakrę biskupią 15 października 1972. Po 8 latach posługi, został mianowany ordynariuszem diecezji Digne. 2 czerwca 1987 zrezygnował z pełnienia tej funkcji. Od tego czasu pozostawał biskupem seniorem tejże diecezji.